# Waldbesitzer
Ein Waldbesitzer unterliegt in Deutschland den allgemeinen gesetzlichen Bestimmungen des Besitzes nach dem Bürgerlichen Gesetzbuch sowie den Festlegungen des für diesen Sonderfall bestehenden Waldgesetzes auf Bundes- wie auch auf Landesebene. Der Wald in Deutschland verteilt sich auf rund 2 Millionen Waldbesitzer.

## Waldbegriff
Neben der Definition Wald nach den natürlichen Bedingungen gibt es in der Bundesrepublik Deutschland eine Definition im „Gesetz zur Erhaltung des Waldes und zur Förderung der Forstwirtschaft“ (§ 2 BWaldG).
1. Wald im Sinne dieses Gesetzes ist jede mit Forstpflanzen bestockte Grundfläche. Als Wald gelten auch kahlgeschlagene oder verlichtete Grundflächen, Waldwege, Waldeinteilungs- und Sicherungsstreifen, Waldblößen und Lichtungen, Waldwiesen, Wildäsungsplätze, Holzlagerplätze sowie weitere mit dem Wald verbundene und ihm dienende Flächen.
2. In der Flur oder im bebauten Gebiet gelegene kleinere Flächen, die mit einzelnen Baumgruppen, Baumreihen oder mit Hecken bestockt sind oder als Baumschulen verwendet werden, sind nicht Wald im Sinne dieses Gesetzes.
3. Die Länder können andere Grundflächen dem Wald zurechnen und Weihnachtsbaum- und Schmuckreisigkulturen sowie zum Wohnbereich gehörende Parkanlagen vom Waldbegriff ausnehmen.

## Definition des Besitz-Begriffes
Waldbesitzer im Sinne des § 4 BWaldG sind der Waldeigentümer und der Nutzungsberechtigte, sofern dieser unmittelbarer Besitzer des Waldes ist.
Derjenige kann also Waldbesitzer sein, der „die tatsächliche Herrschaft über eine Waldfläche (Sache)“ (Sachenrecht) ausübt. Demzufolge kann gemäß dem Bürgerlichen Gesetzbuch eine Waldfläche als „Unmittelbarer Besitz“ oder „Mitbesitz“ betrachtet werden.
Unmittelbarer Besitz § 854 BGB
→ Ist diejenige Person, die die tatsächliche unmittelbare Gewalt/Herrschaft über eine Sache ausübt (auch mittels Miete, Leihe oder Pacht).
Mitbesitz § 866 BGB
→ Beim Mitbesitz besitzen mehrere Personen eine Sache gemeinschaftlich (zum Beispiel Erbengemeinschaften).

## Waldeigentumsarten
Neben dem Besitz → unmittelbare Sachherrschaft unterscheidet der § 3 BWaldG verschiedene Waldeigentumsarten, wobei immer auf das Alleineigentum abgezielt wird:
- Staatswald (Bundes- oder Landeseigentum, Alleineigentum mit geringen Einschränkungen) – in Deutschland etwa ein Drittel des Waldes[2]
- Körperschaftswald (Gemeindeeigentum oder im Eigentum anderer Körperschaften des öffentlichen Rechts, aber keine Religionsgemeinschaften, Realverbände u. a. Genossenschaften)
- Privatwald (jeder Wald, der nicht Staats- oder Körperschaftswald ist) – in Deutschland rund die Hälfte des Waldes[2]

## Private Waldbesitzer in Deutschland
Von den knapp 50 % des Waldes, der in Deutschland in Privatbesitz ist, gehört der überwiegende Teil großen Adelsfamilien, da diese ihren historischen Waldbesitz fast vollständig erhalten konnten. Dabei ist die Familie Thurn und Taxis mit knapp 20.000 Hektar der größte private Waldbesitzer, an zweiter Stelle folgt Christian Erbprinz zu Fürstenberg mit etwa 18.000 Hektar. Die Unternehmensgruppe Fürst von Hohenzollern verfügt in Bayern und vor allem in Baden-Württemberg über Waldflächen von insgesamt 15.000 Hektar. Der größte private Forstbetrieb in Nordrhein-Westfalen ist die Wittgenstein-Berleburg'sche Rentkammer, die rund 13.100 Hektar Wald bewirtschaftet.

## Länderspezifische Regelungen
Die Bundesländer haben die Möglichkeit, Landeswaldgesetze (LWaldG) zu erlassen. Diese dürfen jedoch den Rahmen des Bundeswaldgesetzes nicht sprengen (Rahmengesetz). Sie können aber weitergehende Vorschriften enthalten. In allen bestehenden Landeswaldgesetzen ist jedoch der Waldbegriff und der Waldbesitzer definiert.